# Fontcouverte (Charente Marítim)
Fontcouverte és un municipi francès situat al departament del Charente Marítim i a la regió de la Nova Aquitània. L'any 2007 tenia 2.109 habitants.

## Demografia

### Població
El 2007 la població de fet de Fontcouverte era de 2.109 persones. Hi havia 865 famílies de les quals 186 eren unipersonals (67 homes vivint sols i 119 dones vivint soles), 395 parelles sense fills, 233 parelles amb fills i 51 famílies monoparentals amb fills.
La població ha evolucionat segons el següent gràfic:
Habitants censats

### Habitatges
El 2007 hi havia 976 habitatges, 884 eren l'habitatge principal de la família, 39 eren segones residències i 53 estaven desocupats. Tots els 974 habitatges eren cases. Dels 884 habitatges principals, 758 estaven ocupats pels seus propietaris, 112 estaven llogats i ocupats pels llogaters i 14 estaven cedits a títol gratuït; 1 tenia una cambra, 8 en tenien dues, 72 en tenien tres, 263 en tenien quatre i 540 en tenien cinc o més. 766 habitatges disposaven pel capbaix d'una plaça de pàrquing. A 359 habitatges hi havia un automòbil i a 492 n'hi havia dos o més.

### Piràmide de població
La piràmide de població per edats i sexe el 2009 era:
| Homes | Edats   | Dones |
| ----- | ------- | ----- |
| 8     | 95 o +  | 0     |
| 0     | 90 a 94 | 4     |
| 4     | 85 a 89 | 20    |
| 4     | 80 a 84 | 12    |
| 36    | 75 a 79 | 40    |
| 32    | 70 a 74 | 48    |
| 44    | 65 a 69 | 28    |
| 72    | 60 a 64 | 64    |
| 96    | 55 a 59 | 76    |
| 72    | 50 a 54 | 80    |
| 100   | 45 a 49 | 96    |
| 76    | 40 a 44 | 120   |
| 48    | 35 a 39 | 44    |
| 56    | 30 a 34 | 52    |
| 28    | 25 a 29 | 32    |
| 28    | 20 a 24 | 28    |
| 84    | 15 a 19 | 56    |
| 44    | 10 a 14 | 44    |
| 40    | 5 a 9   | 64    |
| 32    | 0 a 4   | 40    |

## Economia

### Salaris i ocupació
El 2007 el salari net horari mitjà era 12,1 €/h en el cas dels alts càrrecs era de 20,3 €/h
(21,3 €/h els homes i 17,4 €/h les dones), el dels professionals intermedis 13,1 €/h (13,9 €/
h els homes i 12 les dones), el dels empleats 9,2 €/h (8,9 €/h els homes i 9,5 €/h les
dones) i el dels obrers 9,8 €/h (10,1 €/h els homes i 9,1 €/h les dones).
El 2007 la població en edat de treballar era de 1.339 persones, 908 eren actives i 431 eren inactives. De les 908 persones actives 848 estaven ocupades (409 homes i 439 dones) i 60 estaven aturades (22 homes i 38 dones). De les 431 persones inactives 238 estaven jubilades, 102 estaven estudiant i 91 estaven classificades com a «altres inactius».

### Ingressos
El 2009 a Fontcouverte hi havia 935 unitats fiscals que integraven 2.360 persones, la mediana anual d'ingressos fiscals per persona era de 20.869 €.

### Activitats econòmiques
Dels 86 establiments que hi havia el 2007, 2 eren d'empreses alimentàries, 3 d'empreses de fabricació d'altres productes industrials, 13 d'empreses de construcció, 23 d'empreses de comerç i reparació d'automòbils, 4 d'empreses d'hostatgeria i restauració, 1 d'una empresa d'informació i comunicació, 5 d'empreses financeres, 3 d'empreses immobiliàries, 15 d'empreses de serveis, 12 d'entitats de l'administració pública i 5 d'empreses classificades com a «altres activitats de serveis».
Dels 17 establiments de servei als particulars que hi havia el 2009, 1 era un taller de reparació d'automòbils i de material agrícola, 2 paletes, 3 guixaires pintors, 4 lampisteries, 2 electricistes, 1 empresa de construcció, 1 perruqueria, 2 restaurants i 1 agència immobiliària.
Dels 3 establiments comercials que hi havia el 2009, 1 era una gran superfície de material de bricolatge, 1 una fleca i 1 una botiga d'equipament de la llar.
L'any 2000 a Fontcouverte hi havia 11 explotacions agrícoles que ocupaven un total de 183 hectàrees.

## Equipaments sanitaris i escolars
L'únic equipament sanitari que hi havia el 2009 era una farmàcia.
El 2009 hi havia 1 escola maternal i 1 escola elemental.

## Poblacions més properes
El següent diagrama mostra les poblacions més properes.